# NGC 232
إن جي سي 232 (بالإنجليزية: NGC 232)‏ التي يرمز لها بالرمز NGC 232، هي مجرة، في كوكبة قيطس.

## الاكتشاف
اكتشفت في 1886، بواسطة Francis Preserved Leavenworth.